# Рогуля, Григорий Иванович
Все даты в статье приведены по старому стилю
Григорий Иванович Рогуля (20 марта 1796 — 1 марта 1871) — адмирал (1865) Российского императорского флота. Участвовал в Крымской войне в чине вице-адмирала и в должности второго коменданта (вице-коменданта) Севастополя, являясь одним из старших начальников в ходе обороны города. 

## Биография
Из дворян Херсонской губернии. Родился в 1796 году в семье советника экспедиции по хозяйственной части Черноморского департамента коллежского советника Ивана Григорьевича Рогули. Образование получил дома под руководством отца. 11 ноября 1810 года поступил гардемарином на  Черноморский флот. 20 марта 1812 года был произведен в мичманы, а 30 марта 1816 года – в лейтенанты. За это время совершил плавания по Чёрному морю на бриге «Царь Константин», на корабле «Варахаил», на фрегате «Минерва», на транспорте «Рион», на бриге «Мингрелия», на фрегате «Мизия», на корабле «Шагин-Гирей». 12 июня 1816 года Рогуля был назначен в 33-й флотский экипаж, а 6 мая 1822 года переведён в 28-й флотский экипаж, переименованный позднее в 41-й; состоя в этом экипаже, он 6 декабря 1827 года  был произведён в капитан-лейтенанты.
В 1816–1827 годах Рогуля совершил неоднократные плавания на судах Черноморского флота. Когда в 1828 году началась Русско-турецкая война, Рогуля служил на линейном корабле «Париж» и состоял при главнокомандующем Черноморским флотом адмирале А. С. Грейге при осаде крепостей Анапы и Варны, и за отличие, оказанное во время Варнской экспедиции, был награжден, 30 сентября 1828 года, орденом Святой Анны 2-й степени с алмазами. В следующем, 1829 году, Рогуля, служивший на том же корабле и в той же должности, за отличие при сожжении в  Пендераклии 60-пушечного неприятельского корабля был награждён (15 июня 1829 года) золотой саблей с надписью «за храбрость», а кроме того, участвовал в занятии Месемврии, Ниады и Мидии.
11 октября 1829 года Рогуля был произведён в капитаны 2-го ранга. В 1831 году сопровождал адмирала Грейга в Санкт-Петербург, причем 7 октября того же года был переведён в Гвардейский экипаж (фактически, продолжая служить в Черноморском флоте, получил право носить мундир Гвардейского экипажа). 28 ноября 1832 года был назначен и.д. капитана над Севастопольским портом и 31 декабря того же года был произведен в капитаны 1-го ранга.
6 декабря 1836 года был награждён орденом Святого Георгия 4-й степени (за 18 или 20 морских кампаний).
6 декабря 1839 года был произведён в контр-адмиралы. 6 декабря 1849 года был назначен членом Общего присутствия черноморского интендантства.
2 октября 1852 года Рогуля был произведен в вице-адмиралы с назначением и. д. Севастопольского коменданта; с 22 октября того же года был вторым комендантом (вице-комендантом) города Севастополя.
Во время Севастопольской обороны Рогуля с 13 сентября 1854 по 27 августа 1855 года находился в осаждённом городе. Был награждён орденом Святого Владимира 2-й степени «В воздаяние отлично усердной службы, постоянных трудов и неутомимой деятельности», оказанных во всё время бомбардировки и осады Севастополя.
После окончания Крымской войны, вице-адмирал Рогуля 24 ноября 1855 года был назначен комендантом города Николаева. Также  являлся директором Николаевского комитета попечительства о тюрьмах. 20 марта 1862 года был награждён орденом Белого Орла по случаю 50-летия службы в офицерских чинах. 4 апреля 1865 года был произведён в адмиралы.
Скончался 1 марта 1871 года.

## Семья
- Жена — Варвара Константиновна Патаниоти.
- Дети:
  - Иван Григорьевич (1838—1885) — капитан 1-го ранга, командир императорской паровой яхты «Царевна».
  - Николай Григорьевич (1842—?) — капитан-лейтенант, старший офицер броненосца береговой обороны «Вице-адмирал Попов».
  - Константин Григорьевич — статский советник, управляющий Севастопольской таможни.
- Племянник: тайный советник, директор Пулковской обсерватории Фёдор Александрович Бредихин